# Florence Crawford
Florence Crawford (7 de abril de 1880-15 de marzo de 1954) fue una actriz de cine mudo estadounidense, conocida por interpretar a Mrs. Calvert en The Little Mother (1915), Yvette Deplau en The Man Inside (1916) y Doris Ingraham en The Path of Happiness (1916).

## Filmografía
- The Scarlet West (1925) .... Mrs. Harper
- The Path of Happiness (1916) .... Doris Ingraham
- The Man Inside (1916) .... Yvette Deplau
- Driven by Fate (1915)
- Copper (1915)
- Buried Treasure (1915)
- The Job and the Jewels (1915)
- The Little Mother (1915/II)
- Her Buried Past (1915) .... Mrs. Madison
- Your Baby and Mine (1915)
- The Deputy's Chance That Won (1915)
- The Beast Within (1915) .... Mamie Rose
- The Express Messenger (1915)
- After Twenty Years (1915)
- The Terror of the Mountains (1915)
- A Lucky Disappointment (1914)
- Bill and Ethel at the Ball(1914)
- The Forest Thieves (1914)
- They Never Knew (1914)
- The Hidden Message (1914)
- The Miner's Peril (1914)
- Out of the Deputy's Hands (1914)
- Bad Man Mason (1914)
- The Tardy Cannon Ball (1914)
- Where the Mountains Meet (1914)
- The High Grader (1914)
- The Miner's Baby (1914)
- The Stolen Oar (1914)
- The Sheriff's Prisoner (1914)
- How Bill Squared It for His Boss (1914) (como Miss Crawford)
- A Pair of Cuffs (1914)
- His Punishment (1914/I)
- It's a Bear! (1914)
- The Thief and the Book (1914)
- Sorority Initiation (1914)
- The Lady Killer (1913)